# Слободка (Конаковский район)
Слободка — деревня в Конаковском районе Тверской области. Входит в состав Ручьёвского сельского поселения.

## География
Находится в юго-восточной части Тверской области на расстоянии приблизительно 21 км на восток-юго-восток по прямой от районного центра города Конаково на левом берегу реки Сестра.

## История
Известна с 1628 года как сельцо, владение Николаевского Песношского монастыря. В 1859 году здесь (деревня Корчевского уезда Тверской губернии) было учтено 26 дворов, в 1900 — 20.

## Население
Численность населения: 166 человек (1859 год), 204 (1900), 19 (русские 100 %) в 2002 году, 12 в 2010.